# Campionati europei giovanili di sollevamento pesi 2023
I Campionati europei giovanili di sollevamento pesi 2023 sono stati la 20ª edizione maschile e 10ª femminile della manifestazione e si sono svolti a Chișinău, in Moldavia, dal 1° al 10 luglio 2023 alla Chișinău Arena.

## Titoli in palio
Per il quarto anno si assegnano 20 titoli mondiali (40 complessivi), 10 maschili e 10 femminili per fascia d'età (20 complessivi). Rispetto ai senior e agli juniores variano i limiti di peso per categoria.
Categorie maschili
| Categoria            | Eventi         | Atleti |
| -------------------- | -------------- | ------ |
| Pesi mosca           | Fino a 49 kg   | 18     |
| Pesi gallo           | Fino a 55 kg   | 24     |
| Pesi piuma           | Fino a 61 kg   | 21     |
| Pesi leggeri         | Fino a 67 kg   | 25     |
| Pesi medi            | Fino a 73 kg   | 24     |
| Pesi massimi leggeri | Fino a 81 kg   | 23     |
| Pesi mediomassimi    | Fino a 89 kg   | 17     |
| Pesi massimi primi   | Fino a 96 kg   | 15     |
| Pesi massimi         | Fino a 102 kg  | 13     |
| Pesi supermassimi    | Oltre i 102 kg | 11     |

Categorie femminili
| Categoria            | Eventi          | Atlete |
| -------------------- | --------------- | ------ |
| Pesi mosca           | Fino a 40 kg    | 12     |
| Pesi gallo           | Fino a 45 kg    | 16     |
| Pesi piuma           | Fino a 49 kg    | 18     |
| Pesi leggeri         | Fino a 55 kg    | 22     |
| Pesi medi            | Fino a 59 kg    | 19     |
| Pesi massimi leggeri | Fino a 64 kg    | 19     |
| Pesi mediomassimi    | Fino a 71 kg    | 17     |
| Pesi massimi primi   | Fino a 76 kg    | 20     |
| Pesi massimi         | Fino a 81 kg    | 10     |
| Pesi supermassimi    | Oltre gli 81 kg | 12     |

## Nazioni partecipanti
Le nazioni che hanno partecipato ai campionati furono 37 per un totale di 356 partecipanti (193 atleti e 163 atlete). Tra parentesi i partecipanti per nazione.
- Albania  (2)
- Armenia  (15)
- Austria  (1)
- Azerbaigian  (11)
- Belgio  (2)
- Bulgaria  (21)
- Cipro  (1)
- Croazia  (3)
- Danimarca  (5)
- Estonia  (9)
- Finlandia  (11)
- Francia  (8)
- Georgia  (15)
- Germania  (8)
- Grecia  (15)
- Irlanda  (7)
- Israele  (1)
- Italia  (15)
- Lettonia  (5)
- Lituania  (1)
- Malta  (2)
- Moldavia  (32)
- Norvegia  (3)
- Polonia  (40)
- Portogallo  (5)
- Regno Unito  (5)
- Rep. Ceca  (7)
- Romania  (25)
- San Marino  (1)
- Serbia  (2)
- Slovacchia  (9)
- Slovenia  (3)
- Spagna  (11)
- Svezia  (3)
- Turchia  (21)
- Ucraina  (27)
- Ungheria  (4)

## Risultati

### Under-17 maschili
| Evento  | Oro                 | Oro    | Argento                | Argento | Bronzo              | Bronzo |
| 49 kg   | 49 kg               | 49 kg  | 49 kg                  | 49 kg   | 49 kg               | 49 kg  |
| ------- | ------------------- | ------ | ---------------------- | ------- | ------------------- | ------ |
| Strappo | Ettore Pilato       | 81 kg  | Dzhan Zarkov           | 80 kg   | Karlen Davtyan      | 80 kg  |
| Slancio | Dzhan Zarkov        | 107 kg | Ettore Pilato          | 105 kg  | Volodya Sargsyan    | 102 kg |
| Totale  | Dzhan Zarkov        | 187 kg | Ettore Pilato          | 186 kg  | Karlen Davtyan      | 181 kg |
| 55 kg   |                     |        |                        |         |                     |        |
| Strappo | Amin Osmanov        | 99 kg  | Nino Simeonov          | 98 kg   | Burak Aykun         | 98 kg  |
| Slancio | Burak Aykun         | 130 kg | Amin Osmanov           | 117 kg  | Narcis Papolți      | 116 kg |
| Totale  | Burak Aykun         | 228 kg | Amin Osmanov           | 216 kg  | Nino Simeonov       | 214 kg |
| 61 kg   |                     |        |                        |         |                     |        |
| Strappo | Aaron Vallejo       | 109 kg | Claudio Scarantino     | 109 kg  | Zhora Grigoryan     | 109 kg |
| Slancio | Zhora Grigoryan     | 135 kg | Ion Badanev            | 133 kg  | Luka Lomashvili     | 131 kg |
| Totale  | Zhora Grigoryan     | 244 kg | Ion Badanev            | 241 kg  | Luka Lomashvili     | 239 kg |
| 67 kg   |                     |        |                        |         |                     |        |
| Strappo | Seryozha Barseghyan | 131 kg | Alexandr Baldji        | 122 kg  | Samoel Rrasa        | 116 kg |
| Slancio | Seryozha Barseghyan | 147 kg | Alexandr Baldji        | 146 kg  | Revaz Mildiani      | 137 kg |
| Totale  | Seryozha Barseghyan | 278 kg | Alexandr Baldji        | 268 kg  | Turan Aliyev        | 250 kg |
| 73 kg   |                     |        |                        |         |                     |        |
| Strappo | Ravin Almammadov    | 137 kg | Goga Jajvani           | 134 kg  | Rafael Candeias     | 115 kg |
| Slancio | Ravin Almammadov    | 162 kg | Goga Jajvani           | 161 kg  | Jonas Klinger       | 140 kg |
| Totale  | Ravin Almammadov    | 299 kg | Goga Jajvani           | 295 kg  | Jonas Klinger       | 254 kg |
| 81 kg   |                     |        |                        |         |                     |        |
| Strappo | Levan Ochigava      | 141 kg | Hovhannes Ghahramanyan | 140 kg  | Nicu Vîlcu          | 130 kg |
| Slancio | Levan Ochigava      | 173 kg | Hovhannes Ghahramanyan | 172 kg  | Dawid Lisiak        | 157 kg |
| Totale  | Levan Ochigava      | 314 kg | Hovhannes Ghahramanyan | 312 kg  | Dawid Lisiak        | 281 kg |
| 89 kg   |                     |        |                        |         |                     |        |
| Strappo | Valerik Movsisyan   | 145 kg | Vadim Dănuţă           | 130 kg  | Luka Silagadze      | 129 kg |
| Slancio | Valerik Movsisyan   | 160 kg | Vladislav Maznik       | 151 kg  | Vadim Dănuţă        | 150 kg |
| Totale  | Valerik Movsisyan   | 305 kg | Vadim Dănuţă           | 280 kg  | Vladislav Maznik    | 276 kg |
| 96 kg   |                     |        |                        |         |                     |        |
| Strappo | Simone Abati        | 150 kg | Maksym Smyk            | 130 kg  | Tanislav Angelov    | 129 kg |
| Slancio | Simone Abati        | 185 kg | Maksym Smyk            | 165 kg  | Tanislav Angelov    | 164 kg |
| Totale  | Simone Abati        | 335 kg | Maksym Smyk            | 295 kg  | Tanislav Angelov    | 293 kg |
| 102 kg  |                     |        |                        |         |                     |        |
| Strappo | Saba Adamia         | 143 kg | Marcin Ziółkowski      | 142 kg  | Ashot Margaryan     | 141 kg |
| Slancio | Saba Adamia         | 177 kg | Marcin Ziółkowski      | 172 kg  | Ashot Margaryan     | 171 kg |
| Totale  | Saba Adamia         | 320 kg | Marcin Ziółkowski      | 314 kg  | Ashot Margaryan     | 312 kg |
| +102 kg |                     |        |                        |         |                     |        |
| Strappo | Irakli Vekua        | 147 kg | Gagik Mkrtchyan        | 140 kg  | Angel Georgiev      | 138 kg |
| Slancio | Irakli Vekua        | 187 kg | Givi Darsavelidze      | 173 kg  | Vladyslav Holovanov | 171 kg |
| Totale  | Irakli Vekua        | 332 kg | Givi Darsavelidze      | 310 kg  | Vladyslav Holovanov | 300 kg |

### Under-17 femminili
| Evento  | Oro                | Oro    | Argento               | Argento | Bronzo           | Bronzo |
| 40 kg   | 40 kg              | 40 kg  | 40 kg                 | 40 kg   | 40 kg            | 40 kg  |
| ------- | ------------------ | ------ | --------------------- | ------- | ---------------- | ------ |
| Strappo | Yağmur Melek Şahin | 56 kg  | Joana Antunes         | 43 kg   | Julia Wałęsa     | 41 kg  |
| Slancio | Yağmur Melek Şahin | 71 kg  | Julia Wałęsa          | 54 kg   | Yughaber Amroyan | 47 kg  |
| Totale  | Yağmur Melek Şahin | 127 kg | Julia Wałęsa          | 95 kg   | Yughaber Amroyan | 87 kg  |
| 45 kg   |                    |        |                       |         |                  |        |
| Strappo | Ezgi Kılıç         | 62 kg  | Sofiia Naumova        | 59 kg   | Lidia Hawryło    | 53 kg  |
| Slancio | Ezgi Kılıç         | 76 kg  | Sofiia Naumova        | 65 kg   | Lidia Hawryło    | 65 kg  |
| Totale  | Ezgi Kılıç         | 138 kg | Sofiia Naumova        | 124 kg  | Lidia Hawryło    | 118 kg |
| 49 kg   |                    |        |                       |         |                  |        |
| Strappo | Lucía González     | 73 kg  | Tina Angelini         | 64 kg   | Alina Popescu    | 63 kg  |
| Slancio | Lucía González     | 88 kg  | Leyla Sanay           | 78 kg   | Suna Türküsever  | 75 kg  |
| Totale  | Lucía González     | 161 kg | Tina Angelini         | 139 kg  | Leyla Sanay      | 139 kg |
| 55 kg   |                    |        |                       |         |                  |        |
| Strappo | Maria Ghihanis     | 74 kg  | Bahar Kirat           | 72 kg   | Estefania Dobre  | 69 kg  |
| Slancio | Maria Ghihanis     | 94 kg  | Bahar Kirat           | 91 kg   | Estefania Dobre  | 90 kg  |
| Totale  | Maria Ghihanis     | 168 kg | Bahar Kirat           | 163 kg  | Estefania Dobre  | 159 kg |
| 59 kg   |                    |        |                       |         |                  |        |
| Strappo | Greta De Riso      | 89 kg  | Julia Choińska        | 79 kg   | Alina Daderko    | 77 kg  |
| Slancio | Greta De Riso      | 107 kg | Alina Daderko         | 96 kg   | Meri Misakyan    | 93 kg  |
| Totale  | Greta De Riso      | 196 kg | Alina Daderko         | 173 kg  | Julia Choińska   | 170 kg |
| 64 kg   |                    |        |                       |         |                  |        |
| Strappo | Canan Korçak       | 82 kg  | Sara Iafrate          | 81 kg   | Iita Kononen     | 77 kg  |
| Slancio | Sara Iafrate       | 102 kg | Canan Korçak          | 99 kg   | Iita Kononen     | 97 kg  |
| Totale  | Sara Iafrate       | 183 kg | Canan Korçak          | 181 kg  | Iita Kononen     | 174 kg |
| 71 kg   |                    |        |                       |         |                  |        |
| Strappo | Janette Ylisoini   | 100 kg | Petronela Budăi       | 86 kg   | Alina Sukiasyan  | 85 kg  |
| Slancio | Janette Ylisoini   | 118 kg | Petronela Budăi       | 105 kg  | Athenea Santana  | 100 kg |
| Totale  | Janette Ylisoini   | 218 kg | Petronela Budăi       | 191 kg  | Alina Sukiasyan  | 185 kg |
| 76 kg   |                    |        |                       |         |                  |        |
| Strappo | Anna Amroyan       | 92 kg  | Burcu İldem Gerçekden | 91 kg   | Nana Khorava     | 86 kg  |
| Slancio | Anna Amroyan       | 117 kg | Burcu İldem Gerçekden | 115 kg  | Nana Khorava     | 108 kg |
| Totale  | Anna Amroyan       | 209 kg | Burcu İldem Gerçekden | 206 kg  | Nana Khorava     | 194 kg |
| 81 kg   |                    |        |                       |         |                  |        |
| Strappo | Mariam Murgvliani  | 103 kg | Emma Poghosyan        | 96 kg   | Katarzyna Kozera | 80 kg  |
| Slancio | Emma Poghosyan     | 129 kg | Mariam Murgvliani     | 121 kg  | Katarzyna Kozera | 102 kg |
| Totale  | Emma Poghosyan     | 225 kg | Mariam Murgvliani     | 224 kg  | Katarzyna Kozera | 182 kg |
| +81 kg  |                    |        |                       |         |                  |        |
| Strappo | Tuana Süren        | 105 kg | Hanna Kalashnyk       | 90 kg   | Sofiia Kozak     | 84 kg  |
| Slancio | Tuana Süren        | 130 kg | Hanna Kalashnyk       | 115 kg  | Sofiia Kozak     | 103 kg |
| Totale  | Tuana Süren        | 235 kg | Hanna Kalashnyk       | 205 kg  | Sofiia Kozak     | 187 kg |

### Under-15 maschili
| Evento  | Oro                    | Oro    | Argento                | Argento | Bronzo              | Bronzo        |
| 49 kg   | 49 kg                  | 49 kg  | 49 kg                  | 49 kg   | 49 kg               | 49 kg         |
| ------- | ---------------------- | ------ | ---------------------- | ------- | ------------------- | ------------- |
| Strappo | Danu Secrieru          | 81 kg  | Lucian Cambei          | 80 kg   | Isus Kirilov        | 78 kg         |
| Slancio | Lucian Cambei          | 102 kg | Danu Secrieru          | 100 kg  | Muammer Kurt        | 96 kg         |
| Totale  | Lucian Cambei          | 182 kg | Danu Secrieru          | 181 kg  | Isus Kirilov        | 173 kg        |
| 55 kg   |                        |        |                        |         |                     |               |
| Strappo | Simeon Arnaudov        | 86 kg  | Beytullah Öztürk       | 85 kg   | Dan Betca           | 84 kg         |
| Slancio | Dan Betca              | 107 kg | Simeon Arnaudov        | 106 kg  | Vitalii Soroka      | 105 kg        |
| Totale  | Simeon Arnaudov        | 192 kg | Dan Betca              | 191 kg  | Vitalii Soroka      | 189 kg        |
| 61 kg   |                        |        |                        |         |                     |               |
| Strappo | Serhii Kotelevskyi     | 101 kg | Dimitri Abralava       | 100 kg  | Kamil Andrzejewski  | 90 kg         |
| Slancio | Dimitri Abralava       | 120 kg | Serhii Kotelevskyi     | 108 kg  | Kamil Andrzejewski  | 103 kg        |
| Totale  | Dimitri Abralava       | 220 kg | Serhii Kotelevskyi     | 209 kg  | Kamil Andrzejewski  | 193 kg        |
| 67 kg   |                        |        |                        |         |                     |               |
| Strappo | Samuele Di Marzio      | 105 kg | Yurii Klymkovych       | 104 kg  | Yunis Bayramov      | 99 kg         |
| Slancio | Samuele Di Marzio      | 125 kg | Yurii Klymkovych       | 114 kg  | Viktor Kostadinov   | 114 kg        |
| Totale  | Samuele Di Marzio      | 230 kg | Yurii Klymkovych       | 218 kg  | Viktor Kostadinov   | 212 kg        |
| 73 kg   |                        |        |                        |         |                     |               |
| Strappo | Florian Dąbek          | 116 kg | Maksims Vasiļonoks     | 112 kg  | Sefkan Sümen        | 110 kg        |
| Slancio | Florian Dąbek          | 135 kg | Maksims Vasiļonoks     | 135 kg  | Sefkan Sümen        | 131 kg        |
| Totale  | Florian Dąbek          | 251 kg | Maksims Vasiļonoks     | 247 kg  | Sefkan Sümen        | 241 kg        |
| 81 kg   |                        |        |                        |         |                     |               |
| Strappo | Huseyn Heydarov        | 118 kg | Nika Jikia             | 114 kg  | Tymoteusz Biadalski | 104 kg        |
| Slancio | Huseyn Heydarov        | 139 kg | Nika Jikia             | 138 kg  | Tymoteusz Biadalski | 128 kg        |
| Totale  | Huseyn Heydarov        | 257 kg | Nika Jikia             | 252 kg  | Tymoteusz Biadalski | 232 kg        |
| 89 kg   |                        |        |                        |         |                     |               |
| Strappo | Atakan Kırıcıoğlu      | 117 kg | Jumber Bekoshvili      | 116 kg  | Callum Quinn        | 96 kg         |
| Slancio | Jumber Bekoshvili      | 145 kg | Atakan Kırıcıoğlu      | 140 kg  | Nikolai Aadland     | 118 kg        |
| Totale  | Jumber Bekoshvili      | 261 kg | Atakan Kırıcıoğlu      | 257 kg  | Nikolai Aadland     | 213 kg        |
| 96 kg   |                        |        |                        |         |                     |               |
| Strappo | Muhammadali Mammadzada | 117 kg | Jaba Tkeshelashvili    | 116 kg  | Volodymyr Chmykh    | 113 kg        |
| Slancio | Jaba Tkeshelashvili    | 147 kg | Muhammadali Mammadzada | 138 kg  | Volodymyr Chmykh    | 133 kg        |
| Totale  | Jaba Tkeshelashvili    | 263 kg | Muhammadali Mammadzada | 255 kg  | Volodymyr Chmykh    | 246 kg        |
| 102 kg  |                        |        |                        |         |                     |               |
| Strappo | Igor Garbowski         | 93 kg  | Konstantin Balinov     | 92 kg   | non assegnata       | non assegnata |
| Slancio | Konstantin Balinov     | 120 kg | Igor Garbowski         | 117 kg  | non assegnata       | non assegnata |
| Totale  | Konstantin Balinov     | 212 kg | Igor Garbowski         | 210 kg  | non assegnata       | non assegnata |
| +102 kg |                        |        |                        |         |                     |               |
| Strappo | Arda Bıyık             | 116 kg | Mikheil Akhaladze      | 111 kg  | Sviatoslav Anhelov  | 110 kg        |
| Slancio | Arda Bıyık             | 145 kg | Sviatoslav Anhelov     | 143 kg  | Mikheil Akhaladze   | 141 kg        |
| Totale  | Arda Bıyık             | 261 kg | Sviatoslav Anhelov     | 253 kg  | Mikheil Akhaladze   | 252 kg        |

### Under-15 femminili
| Evento  | Oro                 | Oro    | Argento              | Argento | Bronzo               | Bronzo |
| 40 kg   | 40 kg               | 40 kg  | 40 kg                | 40 kg   | 40 kg                | 40 kg  |
| ------- | ------------------- | ------ | -------------------- | ------- | -------------------- | ------ |
| Strappo | Şevval İnce         | 48 kg  | Alberte Schmidt      | 43 kg   | Giulia Zola          | 43 kg  |
| Slancio | Şevval İnce         | 67 kg  | Carmen Gintu         | 57 kg   | Giulia Zola          | 57 kg  |
| Totale  | Şevval İnce         | 115 kg | Giulia Zola          | 100 kg  | Aleksandra Nikolova  | 99 kg  |
| 45 kg   |                     |        |                      |         |                      |        |
| Strappo | Kateryna Malashchuk | 66 kg  | Boyana Kostadinova   | 64 kg   | Kim Camilleri        | 57 kg  |
| Slancio | Boyana Kostadinova  | 77 kg  | Kateryna Malashchuk  | 76 kg   | Kim Camilleri        | 74 kg  |
| Totale  | Kateryna Malashchuk | 142 kg | Boyana Kostadinova   | 141 kg  | Kim Camilleri        | 131 kg |
| 49 kg   |                     |        |                      |         |                      |        |
| Strappo | Maria Stratoudaki   | 70 kg  | Alexia Șipoș         | 67 kg   | Evelyn Gómez         | 63 kg  |
| Slancio | Maria Stratoudaki   | 90 kg  | Alexia Șipoș         | 80 kg   | Evelyn Gómez         | 78 kg  |
| Totale  | Maria Stratoudaki   | 160 kg | Alexia Șipoș         | 147 kg  | Evelyn Gómez         | 141 kg |
| 55 kg   |                     |        |                      |         |                      |        |
| Strappo | Gizem Ağaç          | 71 kg  | Julia Szczepaniak    | 70 kg   | Nicoleta Cojocaru    | 69 kg  |
| Slancio | Nicoleta Cojocaru   | 90 kg  | Gizem Ağaç           | 87 kg   | Julia Szczepaniak    | 86 kg  |
| Totale  | Nicoleta Cojocaru   | 159 kg | Gizem Ağaç           | 158 kg  | Julia Szczepaniak    | 156 kg |
| 59 kg   |                     |        |                      |         |                      |        |
| Strappo | Enkileda Carja      | 84 kg  | Freya Koskela        | 74 kg   | Chiara Reljac        | 73 kg  |
| Slancio | Enkileda Carja      | 100 kg | Freya Koskela        | 91 kg   | Chiara Reljac        | 88 kg  |
| Totale  | Enkileda Carja      | 184 kg | Freya Koskela        | 165 kg  | Chiara Reljac        | 161 kg |
| 64 kg   |                     |        |                      |         |                      |        |
| Strappo | Iga Burda           | 78 kg  | Oleksandra Chmukh    | 77 kg   | Ludovica D'Innocenzo | 71 kg  |
| Slancio | Iga Burda           | 94 kg  | Andrada Galvao       | 92 kg   | Oleksandra Chmukh    | 90 kg  |
| Totale  | Iga Burda           | 172 kg | Oleksandra Chmukh    | 167 kg  | Andrada Galvao       | 160 kg |
| 71 kg   |                     |        |                      |         |                      |        |
| Strappo | Minni Hormavirta    | 85 kg  | Şaziye Yakut         | 72 kg   | Maria Arnaudova      | 71 kg  |
| Slancio | Minni Hormavirta    | 108 kg | Maria Arnaudova      | 87 kg   | Yağmur Bulut         | 83 kg  |
| Totale  | Minni Hormavirta    | 193 kg | Maria Arnaudova      | 158 kg  | Şaziye Yakut         | 154 kg |
| 76 kg   |                     |        |                      |         |                      |        |
| Strappo | Zeynep Nur Pehlivan | 72 kg  | Sofia Stefanova      | 68 kg   | Tanja Turukalo       | 66 kg  |
| Slancio | Zeynep Nur Pehlivan | 94 kg  | Tanja Turukalo       | 87 kg   | Sofia Stefanova      | 86 kg  |
| Totale  | Zeynep Nur Pehlivan | 166 kg | Sofia Stefanova      | 154 kg  | Tanja Turukalo       | 153 kg |
| 81 kg   |                     |        |                      |         |                      |        |
| Strappo | Sara Dal Bò         | 86 kg  | Digna Silo           | 75 kg   | Marianna Góra        | 69 kg  |
| Slancio | Sara Dal Bò         | 110 kg | Digna Silo           | 92 kg   | Ecaterina Cișmănescu | 87 kg  |
| Totale  | Sara Dal Bò         | 196 kg | Digna Silo           | 167 kg  | Ecaterina Cișmănescu | 153 kg |
| +81 kg  |                     |        |                      |         |                      |        |
| Strappo | Flavia Hreapcă      | 79 kg  | Anastasia Ceornopolc | 77 kg   | Antonela Rusu        | 74 kg  |
| Slancio | Flavia Hreapcă      | 95 kg  | Barbara Karolak      | 91 kg   | Anastasia Ceornopolc | 89 kg  |
| Totale  | Flavia Hreapcă      | 174 kg | Anastasia Ceornopolc | 166 kg  | Barbara Karolak      | 164 kg |

## Medagliere

### Grandi (totale)
Riferito al totale dell'esercizio: 23 nazioni sono entrate nel medagliere.
| Posiz. | Nazione     | Oro | Argento | Bronzo | Totale |
| ------ | ----------- | --- | ------- | ------ | ------ |
| 1      | Turchia     | 7   | 5       | 3      | 15     |
| 2      | Georgia     | 6   | 4       | 3      | 13     |
| 3      | Armenia     | 5   | 1       | 4      | 10     |
| 4      | Italia      | 4   | 3       | 0      | 7      |
| 5      | Bulgaria    | 3   | 3       | 5      | 11     |
| 6      | Romania     | 3   | 2       | 2      | 7      |
| 7      | Polonia     | 2   | 3       | 8      | 13     |
| 8      | Azerbaigian | 2   | 2       | 1      | 5      |
| 9      | Finlandia   | 2   | 0       | 1      | 3      |
| 10     | Ucraina     | 1   | 8       | 4      | 13     |
| 11     | Moldavia    | 1   | 6       | 0      | 7      |
| 12     | Spagna      | 1   | 1       | 1      | 3      |
| 13     | Albania     | 1   | 0       | 0      | 1      |
| 13     | Francia     | 1   | 0       | 0      | 1      |
| 13     | Grecia      | 1   | 0       | 0      | 1      |
| 16     | Lettonia    | 0   | 1       | 0      | 1      |
| 16     | Azerbaigian | 0   | 1       | 0      | 1      |
| 18     | Croazia     | 0   | 0       | 2      | 2      |
| 19     | Austria     | 0   | 0       | 1      | 1      |
| 19     | Belgio      | 0   | 0       | 1      | 1      |
| 19     | Estonia     | 0   | 0       | 1      | 1      |
| 19     | Malta       | 0   | 0       | 1      | 1      |
| 19     | Norvegia    | 0   | 0       | 1      | 1      |
| Totale | Totale      | 40  | 40      | 39     | 119    |

### Grandi (totale) e Piccole (Strappo e Slancio)
Riferito al totale dell'esercizio e delle due specialità: 26 nazioni sono entrate nel medagliere.
| Posiz. | Nazione     | Oro | Argento | Bronzo | Totale |
| ------ | ----------- | --- | ------- | ------ | ------ |
| 1      | Turchia     | 23  | 15      | 9      | 47     |
| 2      | Georgia     | 16  | 14      | 9      | 39     |
| 3      | Italia      | 13  | 6       | 3      | 22     |
| 4      | Armenia     | 13  | 5       | 12     | 30     |
| 5      | Romania     | 8   | 8       | 8      | 24     |
| 6      | Azerbaigian | 8   | 4       | 2      | 14     |
| 7      | Polonia     | 7   | 10      | 20     | 37     |
| 8      | Bulgaria    | 7   | 10      | 12     | 29     |
| 9      | Finlandia   | 6   | 0       | 3      | 9      |
| 10     | Moldavia    | 4   | 12      | 5      | 21     |
| 11     | Spagna      | 4   | 3       | 4      | 11     |
| 12     | Ucraina     | 3   | 12      | 13     | 37     |
| 13     | Albania     | 3   | 0       | 1      | 4      |
| 14     | Grecia      | 3   | 0       | 0      | 3      |
| 15     | Francia     | 2   | 1       | 0      | 3      |
| 16     | Lettonia    | 0   | 3       | 0      | 3      |
| 16     | Svezia      | 0   | 3       | 0      | 3      |
| 18     | Croazia     | 0   | 1       | 5      | 6      |
| 19     | Belgio      | 0   | 1       | 1      | 2      |
| 19     | Estonia     | 0   | 1       | 1      | 2      |
| 19     | Portogallo  | 0   | 1       | 1      | 2      |
| 22     | Danimarca   | 0   | 1       | 0      | 1      |
| 23     | Malta       | 0   | 0       | 3      | 3      |
| 24     | Austria     | 0   | 0       | 2      | 2      |
| 24     | Norvegia    | 0   | 0       | 2      | 2      |
| 26     | Irlanda     | 0   | 0       | 1      | 1      |
| Totale | Totale      | 120 | 120     | 117    | 357    |

## Classifica a squadre

### Under 17 categorie maschili
| Pos. | Squadra     | Punti |
| ---- | ----------- | ----- |
| 1    | Armenia     | 680   |
| 2    | Moldavia    | 617   |
| 3    | Georgia     | 598   |
| 4    | Polonia     | 586   |
| 5    | Bulgaria    | 402   |
| 6    | Ucraina     | 380   |
| 7    | Romania     | 279   |
| 8    | Germania    | 274   |
| 9    | Slovacchia  | 232   |
| 10   | Azerbaigian | 229   |
| 11   | Grecia      | 192   |
| 12   | Italia      | 187   |
| 13   | Ungheria    | 184   |
| 14   | Estonia     | 170   |
| 15   | Regno Unito | 152   |
| 16   | Lettonia    | 146   |
| 17   | Spagna      | 143   |
| 18   | Francia     | 137   |
| 19   | Slovenia    | 129   |
| 20   | Finlandia   | 124   |
| 21   | Irlanda     | 120   |
| 22   | Portogallo  | 113   |
| 23   | Rep. Ceca   | 84    |
| 24   | Turchia     | 79    |
| 25   | Austria     | 68    |
| 26   | Israele     | 62    |
| 27   | San Marino  | 48    |
| 28   | Danimarca   | 42    |
| 29   | Albania     | 23    |

### Under 17 categorie femminili
| Pos. | Squadra     | Punti |
| ---- | ----------- | ----- |
| 1    | Polonia     | 632   |
| 2    | Turchia     | 616   |
| 3    | Ucraina     | 412   |
| 4    | Armenia     | 363   |
| 5    | Romania     | 354   |
| 6    | Finlandia   | 350   |
| 7    | Moldavia    | 215   |
| 8    | Spagna      | 214   |
| 9    | Grecia      | 203   |
| 10   | Rep. Ceca   | 168   |
| 11   | Italia      | 156   |
| 12   | Georgia     | 147   |
| 13   | Portogallo  | 130   |
| 14   | Germania    | 128   |
| 15   | Danimarca   | 125   |
| 16   | Francia     | 81    |
| 17   | Svezia      | 66    |
| 18   | Ungheria    | 66    |
| 19   | Malta       | 63    |
| 20   | Regno Unito | 61    |
| 21   | Bulgaria    | 60    |
| 22   | Serbia      | 58    |
| 23   | Belgio      | 56    |
| 24   | Norvegia    | 56    |
| 25   | Irlanda     | 50    |
| 26   | Lettonia    | 49    |
| 27   | Estonia     | 49    |

### Under 15 categorie maschili
| Pos. | Squadra     | Punti |
| ---- | ----------- | ----- |
| 1    | Polonia     | 626   |
| 2    | Moldavia    | 568   |
| 3    | Ucraina     | 554   |
| 4    | Bulgaria    | 442   |
| 5    | Turchia     | 424   |
| 6    | Georgia     | 389   |
| 7    | Azerbaigian | 349   |
| 8    | Romania     | 261   |
| 9    | Grecia      | 252   |
| 10   | Italia      | 211   |
| 11   | Irlanda     | 159   |
| 12   | Estonia     | 149   |
| 13   | Slovacchia  | 99    |
| 14   | Lettonia    | 75    |
| 15   | Norvegia    | 68    |
| 16   | Lituania    | 63    |
| 17   | Cipro       | 57    |
| 18   | Finlandia   | 56    |
| 19   | Francia     | 38    |
| 20   | Rep. Ceca   | 37    |

### Under 15 categorie femminili
| Pos. | Squadra     | Punti |
| ---- | ----------- | ----- |
| 1    | Romania     | 606   |
| 2    | Polonia     | 603   |
| 3    | Italia      | 452   |
| 4    | Turchia     | 443   |
| 5    | Bulgaria    | 431   |
| 6    | Moldavia    | 417   |
| 7    | Ucraina     | 401   |
| 8    | Spagna      | 269   |
| 9    | Croazia     | 188   |
| 10   | Slovacchia  | 175   |
| 11   | Svezia      | 139   |
| 12   | Grecia      | 137   |
| 13   | Azerbaigian | 134   |
| 14   | Estonia     | 114   |
| 15   | Danimarca   | 113   |
| 16   | Finlandia   | 84    |
| 17   | Albania     | 84    |
| 18   | Malta       | 69    |
| 19   | Belgio      | 68    |
| 20   | Norvegia    | 65    |
| 21   | Germania    | 64    |
| 22   | Regno Unito | 64    |
| 23   | Serbia      | 64    |
| 24   | Francia     | 57    |
| 25   | Rep. Ceca   | 19    |